# Juan de Mayorga
Juan de Mayorga S.J. (1533- 1570) fue un pintor y jesuita, beatificado por la Iglesia católica.

## Biografía
Juan de Mayorga (Jean de Mayorga) nació en 1533 en San Juan Pie de Puerto, capital de la provincia vasco-francesa de la Baja Navarra, por aquel entonces la única parte del antiguo Reino de Navarra que seguía siendo independiente tras la conquista castellana y actualmente parte de Francia. 
Se estableció en Zaragoza donde tenía familia y se dedicó al oficio de la pintura, obteniendo cierto renombre y siendo bastante apreciado. En dicha ciudad ingresó en la Compañía de Jesús en 1568. Siendo todavía estudiante de la Orden, se unió en Valencia a la expedición misionera a Brasil de Ignacio Azevedo.
Sin embargo el barco Santiago que transportaba a los misioneros jesuitas hacia Brasil fue interceptado el 15 de julio de 1570 por las naves del corsario hugonote Jacques de Sores a la altura de Tazacorte (Isla de La Palma). Los corsarios abordaron el Santiago y asesinaron a los 40 misioneros jesuitas, principalmente portugueses y españoles, que iban en el barco, incluyendo entre ellos a Ignacio Azevedo, al propio Juan de Mayorga y a su paisano navarro Esteban de Zudaire. Mayorga fue herido por los corsarios y lanzado por la borda, muriendo ahogado. Los 40 misioneros jesuitas asesinados en Canarias son conocidos desde entonces como los Mártires del Brasil o Mártires de Tazacorte. Fueron beatificados en 1854 por la Iglesia católica.
En el caso particular de Mayorga, tras difundirse la noticia de su martirio, sus cuadros fueron guardados como reliquias en Zaragoza y también en Madeira, donde había pasado la expedición y el pintor había pintado alguna obra. En su localidad natal se guarda bastante recuerdo de este personaje. Un colegio católico de la localidad lleva su nombre, se conserva todavía su casa natal, una asociación local lleva su nombre, etc.
- Datos: Q9016129